# Munna limicola
Munna limicola là một loài chân đều trong họ Munnidae. Loài này được Sars miêu tả khoa học năm 1866.